# Escadron volant

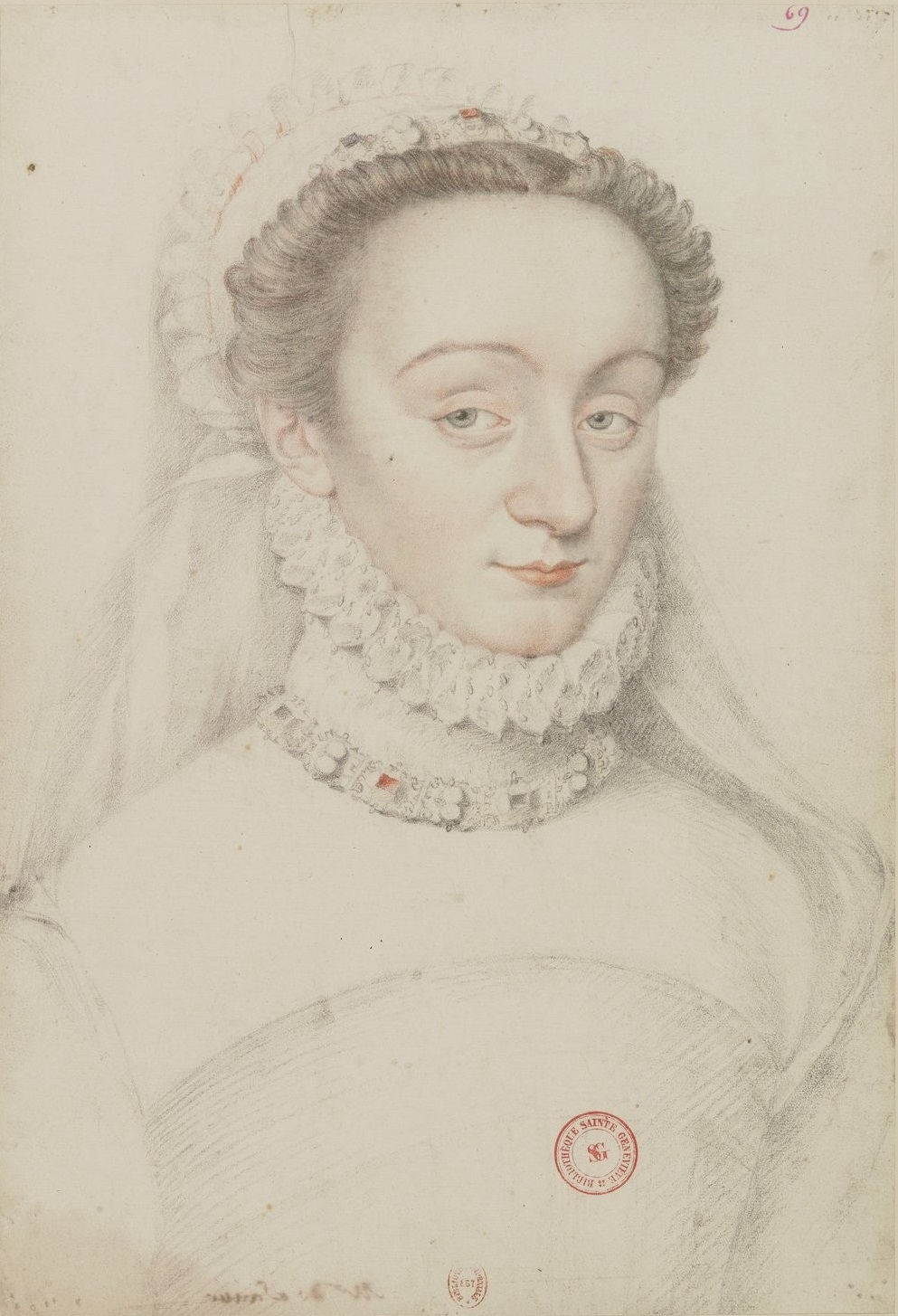
Charlotte de Sauve

Escadron volant (franska; "Flygande skvadronen") är en term som avser Frankrikes regent Katarina av Medicis vackra unga hovdamer, som hon sades ha anställt för att kunna använda dem som politiska spioner genom att utnyttja deras skönhet och sexuella attraktionskraft. Bland protestanter kallades dessa hovdamer för "ett stall av horor" och användes som ett exempel på huset Valois dekadens.

## Historik
Sanningsenligheten i detta är diffus. Katarina av Medici hade ett ovanligt stort antal hovdamer, större än de flesta av Frankrikes drottningar. Det var inte ovanligt för hovdamerna att ha kärleksaffärer, vilket accepterades vid hovet. I enskilda fall kan det ha förekommit att Katarina av Medici, om en av hennes hovdamer hade ett förhållande med en inflytelserik man, utnyttjade detta faktum genom att be hovdamen att utverka politiska uppgifter från mannen ifråga. Man vet säkert att detta har hänt under Charlotte de Sauves relation med Henrik av Navarra 1572. 
Att Katarina anställde hovdamer i uttryckligt syfte att göra detta och, som propagandan sade, prostituerade sina hovdamer, betraktas däremot som rent förtal och propaganda från misogyna politiska motståndare som ville framställa hovet som dekadent. Det är tvärtom känt att Katarina av Medici kunde avskeda hovdamer som inte visade diskretion med sina kärleksaffärer, som hon gjorde med Isabelle de Limeuil 1564, då denna öppet ertappades med ett sådant förhållande, och föredrog att anställa kvinnor som åtminstone utåt uppträdde med diskretion, moderation och neutralitet.
Begreppet myntades långt efter Katainas död.